# Féas
Féas (en euskera Inhasi, en occitano Hiars) era una comuna francesa situada en el departamento de Pirineos Atlánticos, de la región de Nueva Aquitania, que el uno de enero de 2017 pasó a ser una comuna delegada de la comuna nueva de Ance-Féas al fusionarse con la comuna de Ance.

## Demografía
| Gráfica de evolución demográfica de Féas entre 1800 y 2014 |
|                                                            |

Los datos demográficos contemplados en este gráfico de la comuna de Féas se han cogido de 1800 a 1999 de la página francesa EHESS/Cassini, y los demás datos de la página del INSEE.